# Saloum (Film)
Saloum ist ein Krimi-Horror-Fantasy-Western-Hybrid von Jean Luc Herbulot, der im September 2021 beim Toronto International Film Festival seine Premiere feierte.

## Handlung

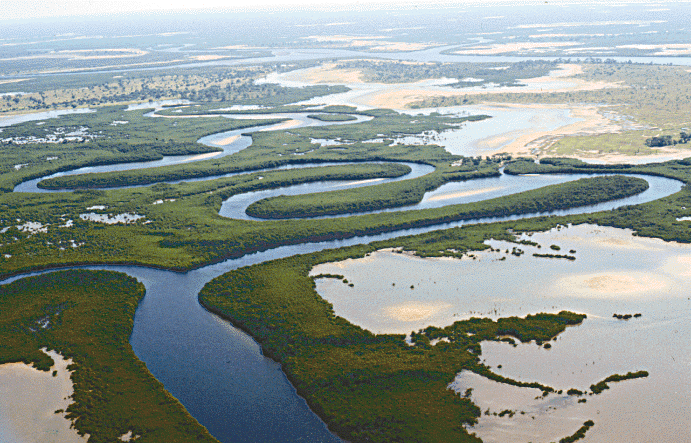
Chaka, Rafa und Minuit müssen im Saloum-Delta, wo der Saloum in den Nordatlantik mündet, notlanden

Während sich im Jahr 2003 vor ihren Augen in Guinea-Bissau ein Staatsstreich ereignet, wollen Chaka, Rafa und Minuit, ein Trio, das als Banguis Hyänen bekannt ist, den Drogenboss Felix ausfindig machen. Als bei der Flucht ihr mit einer Menge Gold beladenes Flugzeug eine Kugel abbekommt und der Treibstofftank ausläuft, müssen sie am Saloum-Delta notlanden. Ein freundlicher Mann namens Omar bietet ihnen in seinem Ferienrefugium Zuflucht.

## Guinea-Bissau nach dem Bürgerkrieg
Im November 2002 ließ Guinea-Bissaus Präsident Kumba Ialá das Parlament auflösen, agierte zunehmend autoritär und wurde mit Korruptionsvorwürfen und Regierungskrisen konfrontiert. Auch Außenpolitisch gab es Spannungen. So drohte er Gambia, dem er die Unterstützung seiner Gegner vorwarf, das Land zu „zerschmettern“. Es folgte eine Übergangsregierung unter Mário Pires. Am 14. September 2003 wurde Ialá von dem langjährigen PAIGC-Mitglied Veríssimo Correia Seabra gestürzt und er und seine Minister verhaftet. Seabra berief eine Übergangsregierung unter dem Zivilisten Henrique Pereira Rosa.

## Produktion

### Filmstab und Filmtitel
Regie führte Jean Luc Herbulot, der auch das Drehbuch schrieb. Saloum ist eine Produktion der Lacmé Studios in Zusammenarbeit mit Tableland Pictures und Rumble Fish Productions. Die in Dakar ansässigen Lacmé Studios wurden 2019 von Herbulot und Paméla Diop, seiner Produzentin und Kreativpartnerin, gegründet.
Diop ist halb Französin und Senegalesin, Herbulot halb Franzose und Kongolese. Er wurde 1983 in der Küstenstadt Pointe-Noire geboren, der Wirtschaftsmetropole des Kongo. Nach seinem Studium in Frankreich arbeitete er einige Jahre in Los Angeles. Herbulot drehte den Film nach eigenen Aussagen auch, um der ganzen Welt zu zeigen, dass es in Afrika nicht immer nur um Krankheit, Tod und Hunger geht. Zudem wollte er die afrikanischen Zuschauer inspirieren und ihnen das ungenutzte Potenzial bewusst machen, das in den Mythen, Monstern und Geschichten Afrikas steckt.
Über die Küstenregion Sine-Saloum, in der die Hyänen notlanden müssen und wo der titelgebende Saloum in den Nordatlantik mündet, wird im Film erklärt, dies sei „ein heiliger und geschützter Ort“ und „ein Land der Mythen“.

### Besetzung, Dreharbeiten und Filmmusik
Der französisch-kamerunische Schauspieler Yann Gael ist in der Rolle von Chaka zu sehen. Roger Sallah spielt Rafa und Mentor Ba den älteren Minuit mit weißen Dreadlocks, den dritten im Bunde der Hyänen Banguis. Bruno Henry spielt ihren Gastgeber Omar. Ndiaga Mbow ist in der Rolle von Polizeichef Souleymane zu sehen. Evelyne Ily Juhen spielt die stumme Awa.
Gedreht wurde auf den von Mangroven bewachsenen Inselchen und in den Buchten der senegalesischen Küstenregion Sine-Saloum im Erdnussbecken des westafrikanischen Landes. Als Kameramann fungierte Gregory Corandi.
Die Musik für den Film steuerte der französische Multi-Instrumentalist Reksider bei. Das Soundtrack-Album mit insgesamt 26 Musikstücken wurde Ende Januar 2023 von Reksider als Download veröffentlicht.

### Marketing und Veröffentlichung
Eine erste Vorstellung erfolgte am 16. September 2021 beim Toronto International Film Festival. Zu dieser Zeit wurde ein erster Clip veröffentlicht. Ab Ende September 2021 wurde er beim Fantastic Fest vorgestellt. Im April 2022 wurde er bei den Fantasy Filmfest Nights des Fantasy Filmfest erstmals in Deutschland gezeigt. Im Mai 2022 erfolgte eine Vorstellung beim Lichter Filmfest. Im Juni 2022 erfolgten Vorstellungen beim Sydney Film Festival. Anfang Juli 2022 wurde der Film beim Internationalen Filmfestival Karlovy Vary im Rahmen der Midnight Screenings gezeigt. Im August 2022 wurde er beim Edinburgh International Film Festival vorgestellt. Im Oktober 2022 sind Vorstellungen beim Sitges Film Festival geplant.

## Rezeption

### Kritiken
Von den bei Rotten Tomatoes erfassten Kritiken sind bislang 96 Prozent positiv bei einer durchschnittlichen Bewertung mit 7,5 der möglichen 10 Punkte. Bei Metacritic erhielt der Film einen Metascore von 78 von 100 möglichen Punkten.
Richard Kuipers von Variety schreibt, Jean Luc Herbulot vermische in Saloum frei Merkmale des Spaghetti-Western, Samuraifilms und klassischen Monsterfilms zu einer spannenden, eindeutig afrikanischen Geschichte. Es gebe im senegalesischen Kino nicht viel Vergleichbares, und der Film habe von seinem Unterhaltungswert her das Potenzial, auch kommerziell erfolgreich zu sein. Am beeindruckendsten sei Herbulots Fähigkeit, die Geschichte stetig voranzutreiben, während er den Ton von einem Action-Thriller zu einem stimmungsvollen Krimi über einen gruseligen Folk-Horror und Full-Tilt-Monsterfilm und dann wieder zurück wechselt.

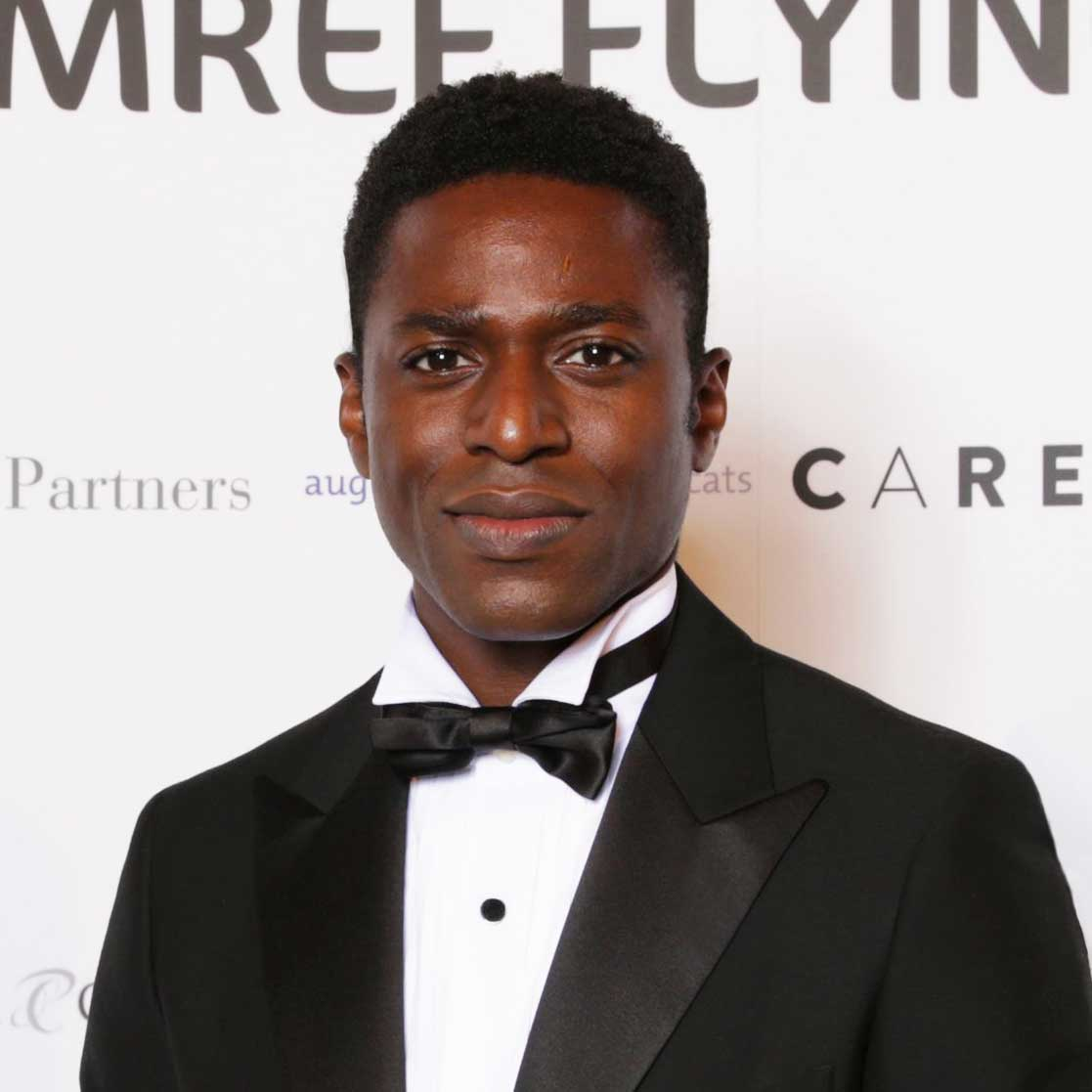
Yann Gael spielt Chaka, den Anführer der „Hyänen“

Alex Saveliev von Film Threat schreibt, der Film scheine ebenso von der lokalen Mythologie inspiriert zu sein wie von früheren Exploitationfilmen. Herbulot beschäftige sich in dem Film, dessen Handlung er als „Neill Blomkamp und Agatha Christie meets Quentin Tarantino“ beschreibt, mit Heldenhaftigkeit und Rache, mit Tyrannei und Repression und nähere sich sogar ökologischen Fragen.
Marya E. Gates schreibt, Hauptdarsteller Yann Gael strotze in der Rolle des Anführers Chaka nur so vor Charisma und Pathos, und die Chemie mit seinen Partnern Rafa und Minuit lasse sie sich eine Fortsetzung wünschen, um deren Abenteuer weiter verfolgen zu können. Deutlich von Filmen wie From Dusk Till Dawn und Predator beeinflusst und durch das Hinzufügen der afrikanisch-karibischen Folklore und einer einfühlsamen Meditation über die realen Schrecken des aktuellen gesellschaftspolitischen Umbruchs Afrikas, sei Saloum ein erfrischend origineller Action-Horror-Hybrid und einfach verdammt cool.

### Auszeichnungen
Brussels International Fantastic Film Festival 2022
- Nominierung im Emerging Raven Competition[19]

Cleveland International Film Festival 2022
- Nominierung im International Narrative Competition (Jean Luc Herbulot)[20]

Fangoria Chainsaw Awards 2023
- Nominierung als Bester internationaler Spielfilm[21]

Fantastic Fest 2021
- Auszeichnung für die Beste Regie in der Sektion Next Wave (Jean Luc Herbulot)[22]

Internationales Filmfestival Warschau 2021
- Nominierung im internationalen Wettbewerb[23]

Vancouver International Film Festival 2021
- Auszeichnung mit dem Publikumspreis „Altered States“[24]